# Vudsija
Vudsija (lat. Woodsia, rod listopadnih trajnica, papratnjača iz porodice vudsijevki, dio reda Polypodiales). Vrste ovog roda raširene su sjevernim umjerenim holarktikom, nekoliko vrsta u Kini i otoku Tajvanu. 
Na popisu je 31 vrsta i dva hibrida; Rutava ili crvenkasta vudsija (Woodsia ilvensis) raste i u Hrvatskoj

## Vrste
1. Woodsia alpina (Bolton) Gray; alpska vudsija
2. Woodsia andersonii (Bedd.) Christ
3. Woodsia asiatica Kiselev & Shmakov
4. Woodsia calcarea (Fomin) Shmakov
5. Woodsia cinnamomea Christ
6. Woodsia cycloloba Hand.-Mazz.
7. Woodsia glabella R.Br. ex Rich.
8. Woodsia gorovoii Krestsch. & Shmakov
9. Woodsia guizhouensis P.S.Wang, Q.Luo & Li Bing Zhang
10. Woodsia hancockii Baker
11. Woodsia ilvensis (L.) R.Br.
12. Woodsia kungiana Li Bing Zhang, N.T. Lu & X.F.Gao
13. Woodsia lanosa Hook.
14. Woodsia macrochlaena Mett. ex Kuhn
15. Woodsia macrospora C. Chr. & Maxon
16. Woodsia microsora Kodama
17. Woodsia nikkoensis H.Ogura & Nakaike
18. Woodsia oblonga Ching & S.H.Wu
19. Woodsia okamotoi Tagawa
20. Woodsia pilosa Ching
21. Woodsia polystichoides D.C.Eaton
22. Woodsia pseudoilvensis Tagawa
23. Woodsia pseudopolystichoides (Fomin) Kiselev & Shmakov
24. Woodsia pulchella Bertol.
25. Woodsia rosthorniana Diels
26. Woodsia saitoana Tagawa
27. Woodsia shensiensis Ching
28. Woodsia sinica Ching
29. Woodsia subcordata Turcz.
30. Woodsia subintermedia Tzvelev
31. Woodsia taigischensis (Stepanov) Kuznetsov
32. Woodsia ×gracilis (G. Lawson) Butters
33. Woodsia ×tryonis Boivin

## Sinonimi
- Acrolysis Nakai
- Eriosoriopsis (Kitag.) Ching & S.H.Wu, S. H. Wu & Ching
- Petrinia Hook.
- Preslia Opiz sec Milde
- Trichocyclus Dulac
- Woodsia subgen.Eriosorus (Ching) Shmakov

## Vanjske poveznice
|  | Zajednički poslužitelj ima još gradiva o temi Woodsia |
|  | Wikivrste imaju podatke o taksonu Woodsia             |